# Boaz Raviv
 (juin 2023).
Boaz Raviv
Boaz Raviv, né le 1er avril 1961, est un roboticien et dirigeant d'entreprise franco-israélien. 
Il commence sa carrière chez Capgemini avant de devenir PDG d'Attenti et de Radvision. Il occupe également les postes de directeur général des unités commerciales chez AVAYA, Radvision et Elron Telesoft (en).

## Biographie

### Début et éducation
Boaz Raviv naît en 1961 à Beer-Sheva. En 1972, il s'installe à Tel Aviv, où il est élevé et reçoit une éducation jusqu'à son déménagement à Haïfa en 1983. Il entreprend ensuite des études d'ingénierie en génie robotique au Technion (Institut de technologie d'Israël). Par la suite, en 1989, il se spécialise en analyse d'image au laboratoire de robotique de l'IRSTEA à Montpellier, en France.
Pendant son séjour à Montpellier, Raviv fait partie d'une équipe qui construit des robots à des fins agricoles. Son travail se concentre sur le développement d'un système de vision par ordinateur permettant de localiser et de trier les cultures, ainsi que de diriger le robot.

### Carrière d'ingénieur
En 1989, Boaz Raviv rejoint l'agence parisienne de Capgemini. Pendant son séjour en France, il occupe plusieurs postes. Tout d'abord, il est détaché chez Cegelec en tant qu'ingénieur de développement spécialisé dans les systèmes de contrôle de type SCADA. Ensuite, il retourne chez Capgemini où il participe au projet de validation recette pour un réseau de téléconduite appelé Artère, développé spécifiquement pour EDF (Électricité de France).

### Carrière dans le monde des affaires
Fin 1995, Raviv retourne en Israël et rejoint Elron Telesoft (en) en tant que directeur général de la division télécoms, un poste qu'il occupe pendant environ 5 ans. Pendant cette période, Raviv joue un rôle dans la planification et la mise en place de l'infrastructure d'accès Internet pour Bezeq, ainsi que dans le déploiement du service d'information Bezeqnet 135. De plus, il contribue au développement et à la mise en place des premiers systèmes en Israël permettant aux banques privées, commerciales et aux organisations financières d'opérer sur Internet, en collaboration avec des institutions telles que Bank Leumi, Mizrahi Tefahot, la société de cartes de crédit Visa Cal (he), Chase Manhattan Bank, et SoftBank.
À la fin de l'année 2000, Raviv rejoint Radvision en tant que directeur général de l'unité technologique spécialisée dans le développement d'infrastructures logicielles, d'outils de test et de services de voix convergentes, vidéo et données sur les réseaux IP et 3G. Ces produits sont destinés aux fabricants d'équipements de télécommunication utilisant la technologie VoIP,,. En 2005, il voit ses responsabilités s'étendre pour inclure la direction des autres unités commerciales de l'entreprise, notamment dans le domaine de la visioconférence. En janvier 2006, il est nommé PDG de l'ensemble de la société.
Il supervise des transactions et des collaborations avec de grandes entreprises technologiques mondiales,, tout en développant les opérations de l'entreprise. Parmi les transactions notables, on compte l'acquisition de l'entreprise italienne Aethra et de ses systèmes vidéo finaux ainsi que la vente de Radvision à Avaya,.
En juin 2012, à la suite de la vente de Radvision, Raviv rejoint Avaya avec pour mission d'assurer le succès de l'acquisition et de finaliser l'intégration du complexe SCOPIA (en) dans le portefeuille de solutions de communications unifiées d'AVAYA, appelé Aura. Dans le cadre de ce rôle, Raviv dirige la division Mobilité, est responsable du centre de développement de l'entreprise en Israël et supervise la vente de la division technologique à la société britannique Spirent Communications.
En 2017, Raviv rejoint le fonds Apax Partners, qui acquiert l'activité de surveillance électronique de 3M. En tant que PDG d'Attenti, il dirige un processus de séparation (carveout) visant à créer une entreprise unifiée avec une identité distincte sur le marché mondial de la surveillance électronique. Ces solutions permettent aux organismes d'exécution et de réhabilitation de surveiller et de contrôler, grâce à des moyens technologiques, les ordonnances judiciaires telles que les assignations à résidence, les ordonnances d'éloignement et la protection des victimes de violences domestiques, tout en offrant également une alternative à l'incarcération,.

### Vie privée
Boaz Raviv est le fils du Dr Shmuel Raviv, scientifique franco-israélien, inventeur et entrepreneur renommé dans les domaines de la physique et de l'électrochimie.